# ヨアヒム・ブレンデル
ヨアヒム・ブレンデル(独:Joachim Brendel、1921年4月27日 - 1974年7月7日)は、ドイツの空軍軍人。最終階級は空軍大尉。第二次世界大戦では、独ソ戦において162回の近接航空支援含む950回の出撃、189機の撃墜を誇るエース・パイロットである。その戦功により、柏葉付騎士鉄十字章を受章した。

## 経歴
ブレンデルは1921年4月27日にヴァイマル共和国テューリンゲン州オスマンシュテットに生まれた。ドイツ空軍に入隊した彼は、1941年、配属先である第51戦闘航空団(JG51)第I飛行隊の僚機として独ソ戦に参戦した。出撃わずか4回目で初の成果を上げたがその後は振るわず、再び成果を上げたのは120回目の出撃となる1942年3月31日であった。しかし1943年に入ってから彼の戦果は格段に向上し、2月には20機の撃墜を記録、7月9日には合計撃墜機数が50機に達した。11月22日には95機撃墜の戦功により騎士鉄十字章を受章した。さらに1944年10月16日には計150機の撃墜を記録、それに伴い1945年1月14日に柏葉付騎士鉄十字章が贈られたが、この時合計撃墜機数は156機に増えていた。大尉へと昇進した彼は、同時にJG51第III飛行隊飛行隊長にも任命された。彼はドイツにおける大戦末期の1945年4月25日まで戦果を上げ続け、最終的に彼の撃墜機数は189機を記録(そのうち90機以上はソ連の攻撃機Il-2である)した。これはJG51で独ソ戦に参戦した者の内一番の成績である。
1974年7月7日にケルンで死去。

## 叙勲
- 鉄十字章
  - 二級鉄十字勲章1939年章 (1941年7月3日)[4]
  - 一級鉄十字勲章1939年章 (1942年4月21日)[4]
- 空軍名誉杯 (1943年3月15日)[1]
- ドイツ十字章
  - ドイツ十字章金章 (1943年5月17日)[5]
- 騎士鉄十字章
  - 騎士鉄十字章 (1943年11月22日)[6][7]
  - 柏葉付騎士鉄十字章 (1945年1月14日)[6][8]